# Sione Fonua
Pour les articles homonymes, voir Fonua.
Pas d'image ? Cliquez ici

a Compétitions nationales et continentales officielles uniquement.

b Matchs officiels uniquement.
Dernière mise à jour le 7 novembre 2018.
Sione Fonua, né le 19 août 1982, est un joueur de rugby à XV international tongien évoluant au poste d'ailier (1,93 m pour 108 kg). Il a un homonyme qui est international tongien de rugby à 7.

## Carrière

### En club
- Ponsonby (Nouvelle-Zélande)
- Counties Manukau (Nouvelle-Zélande)
- Western Sharks (Nouvelle-Zélande)
- Northland (Nouvelle-Zélande)

### En équipe nationale
Sione Fonua a connu sa première sélection le 15 juin 2002 contre l'équipe des Samoa et sa dernière contre cette même équipe le 23 juin 2007.

## Palmarès
- 12 sélections
- 3 essai
- Sélections par année : 2 en 2002, 4 en 2003, 6 en 2007,

Coupe du monde :
- 2003 : 4 sélections (équipe d'Italie, équipe du Pays de Galles, équipe de Nouvelle-Zélande, équipe du Canada)